# Субграувакки

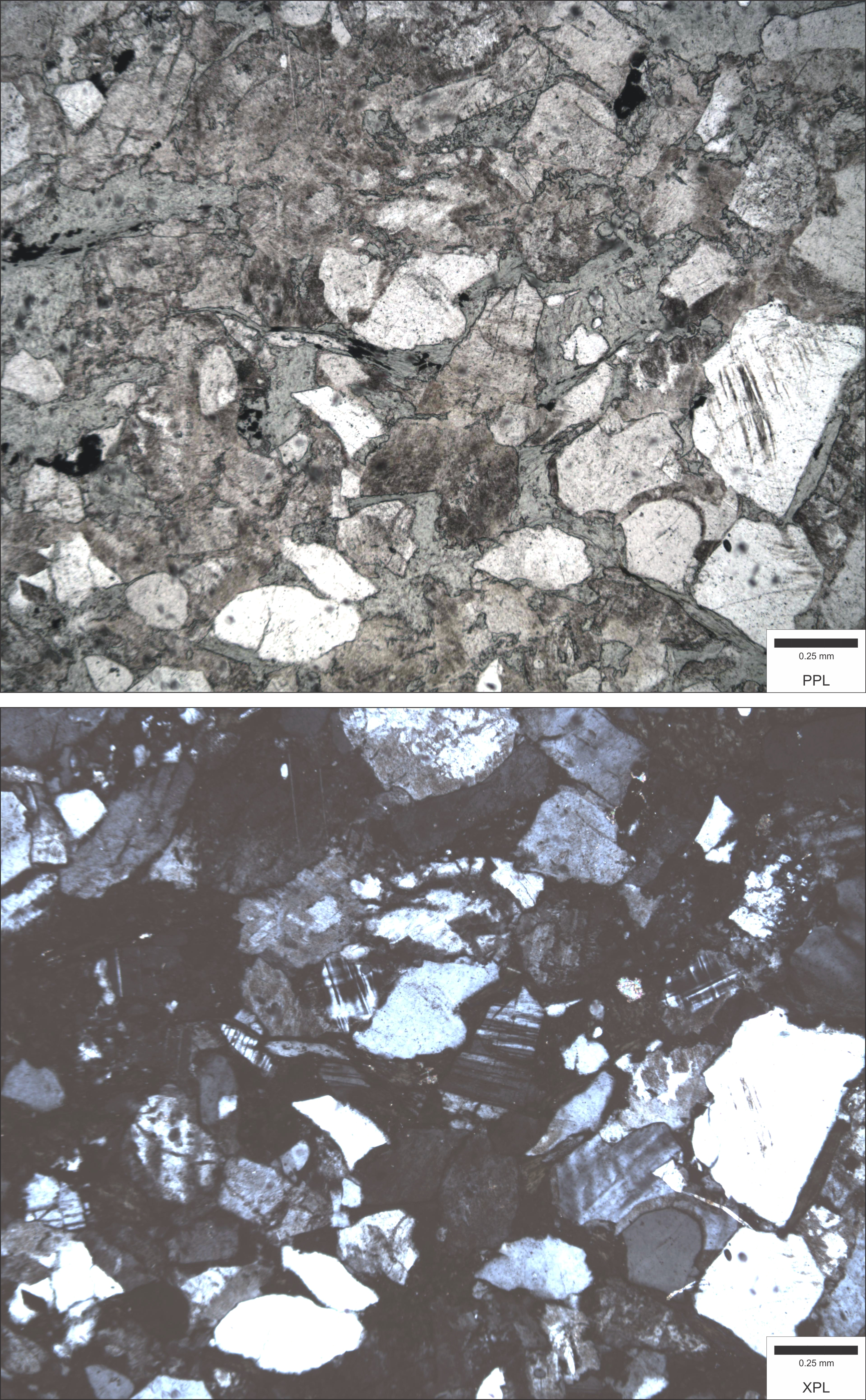
Фотомікрографія польовшпатовоїсубграувакки. Верхнє зображення знаходиться в плоскому поляризованому світлі (PPL); Нижнє зображення знаходиться в поперечному поляризованому світлі (XPL). Блакитний епоксидний матеріал заповнює пори.

Субграувакки (англ. subgrauwackes, subgreywackes, subgreuwacka; нім. Subgrauwacken pl) – піщаники, що складаються переважно з уламків гірських порід, кварцу. 
Субграувакки з малим вмістом кварцу називають літичними або літоїдними піщаниками. 
За іншою класифікацією розрізняють безкварцові, безполевошпатові й полевошпатові граувакки.